# Colin Tilley
Colin Tilley (Berkeley, 27 de junho de 1988) é um cineasta e diretor de videoclipes norte-americano.